# Oreonetides
Oreonetides Strand, 1901 è un genere di ragni appartenente alla famiglia Linyphiidae.

## Distribuzione
Le diciassette specie oggi note di questo genere sono state rinvenute nella regione olartica: la specie dall'areale più esteso è la O. vaginatus reperita in svariate località dell'intera regione.

## Tassonomia
Considerato un sinonimo anteriore di Aigola Chamberlin, 1922 a seguito di un lavoro di Holm (1945b) e di Labuella Chamberlin & Ivie, 1943, secondo lo studio effettuato dagli stessi Chamberlin & Ivie (1947b) sugli esemplari tipo di Labuella prosaicaChamberlin & Ivie, 1943.
Inoltre è anche sinonimo anteriore di Palamaro Wunderlich, 1980, a seguito di un lavoro effettuato dall'aracnologo Thaler (1981a) sugli esemplari tipo di Centromerus quadridentatus Wunderlich, 1972; e di Montitextrix Denis, 1963 a seguito del lavoro svolto dall'aracnologo van Helsdingen (1981a) sugli esemplari tipo di Oreonetides glacialis (L. Koch, 1872).
Dal 2012 non sono stati esaminati esemplari di questo genere.
A dicembre 2012, si compone di diciassette specie:
- Oreonetides badzhalensis Eskov, 1991 — Russia
- Oreonetides beattyi Paquin et al., 2009 — USA
- Oreonetides beringianus Eskov, 1991 — Russia
- Oreonetides filicatus (Crosby, 1937) — dagli USA all'Alaska
- Oreonetides flavescens (Crosby, 1937) — USA, Canada
- Oreonetides flavus (Emerton, 1915) — USA, Canada
- Oreonetides glacialis (L. Koch, 1872) — Europa
- Oreonetides helsdingeni Eskov, 1984 — Russia
- Oreonetides kolymensis Eskov, 1991 — Russia
- Oreonetides longembolus Wunderlich & Li, 1995 — Cina
- Oreonetides quadridentatus (Wunderlich, 1972) — Germania, Austria
- Oreonetides rectangulatus (Emerton, 1913) — USA
- Oreonetides rotundus (Emerton, 1913) — USA, Canada
- Oreonetides sajanensis Eskov, 1991 — Russia
- Oreonetides shimizui (Yaginuma, 1972) — Russia, Giappone
- Oreonetides taiwanus Tanasevitch, 2011 — Taiwan
- Oreonetides vaginatus (Thorell, 1872)[3] — Regione olartica

### Specie trasferite
- Oreonetides abnormis (Blackwall, 1841); trasferita al genere Saaristoa Millidge, 1978[1].
- Oreonetides confusus Wunderlich, 1995; trasferita al genere Maro (O. P.-Cambridge, 1906)[1].
- Oreonetides firmus (O. P.-Cambridge, 1900); trasferita al genere Saaristoa Millidge, 1978[1].
- Oreonetides imbecillior Dahl, 1902; trasferita al genere Aphileta Hull, 1920[1].
- Oreonetides portoricensis Petrunkevitch, 1930; trasferita al genere Mermessus (O. P.-Cambridge, 1899)[1].
- Oreonetides recurvatus (Emerton, 1913); trasferita al genere Oreophantes Eskov, 1984[1].
- Oreonetides strandi Schenkel, 1934; trasferita al genere Scotargus Simon, 1913[1].
- Oreonetides validior Dahl, 1902; trasferita al genere Drepanotylus Holm, 1945[1].